# G. P.
G. P. (pour Générale de Publicité) est l'un des principaux éditeurs français pour les ouvrages de jeunesse, de la libération en 1944 aux années 1980.
À sa création, peu après la libération de Paris, est éditée la première BD où la Shoah est évoquée. 
Les différentes collections Rouge et Or en font sa popularité.
Il a connu plusieurs dénominations successives, un rachat capitalistique par les Presses de la Cité, et enfin une intégration au groupe qui l'a fait disparaître en tant que maison d'édition.

## Histoire
Fondée en 1944 par Victor Dancette (1900-1975), la société Générale de Publicité (aussi nommée G. P. ou Éditions G. P.) est à l'origine une agence de communication.
Dès 1943, Dancette écrit, avec Jacques Zimmermann, le scénario de la BD La bête est morte !, publiée après la Libération en 1944. Les planches sont réalisées par leur ami Edmond-François Calvo. Calvo étant très influencé par les productions de Disney, les loups de l'édition originale ressemblent trop à celui de Tex Avery. Un arrangement sera trouvé pour les éditions suivantes.
La maison d'édition se spécialise dans le secteur de la littérature pour la jeunesse et crée plusieurs collections, notamment :
- 1947-1957 : Bibliothèque Rouge & Or (sous-titrée « Bibliothèque des moins de vingt ans »)
- 1949-1960 : Bibliothèque Rouge et Bleue (pour les lecteurs les plus jeunes)
- 1956 : Rouge & Or Souveraine (10-15 ans)
- 1957 : Rouge & Or Dauphine (6-10 ans)
- 1957 : Super
- 1959-1980 : Spirale (10-16 ans)
- 1961 : Super-1000 (au-delà de 15 ans)

Rachetée en 1961 par le groupe des Presses de la Cité, elle est renommée « Société nouvelle des éditions G. P. », département jeunesse des Presses de la Cité. Elle est alors connue sous le nom G. P. Rouge et Or puis Rouge et Or.
La société disparaît totalement au sein de Nathan.
Des collections et maisons d'édition nommées « Rouge et Or » sont plus tard réapparues.

## Liste complète des collections parues
- Pingouin
- Zoupette
- Bibliothèque Rouge et Or
- Bibliothèque Rouge et Bleue
- Rouge et Or Souveraine
- Rouge et Or Dauphine
- Collection Spirale
- Collection Jeunesse-Pocket
- Collection Super
- Collection Super-1000
- Collection Olympic
- Collection Grand Angle (1974-1988)

## Principaux auteurs publiés
- Renée Aurembou
- Paul Berna
- Roland de Marès
- Yvonne Meynier
- Guy Sabran
- Saint-Marcoux

## Source
- Étude très complète sur G. P. parue dans les Cahiers Robinson no 21, 2007.